# Puuluup

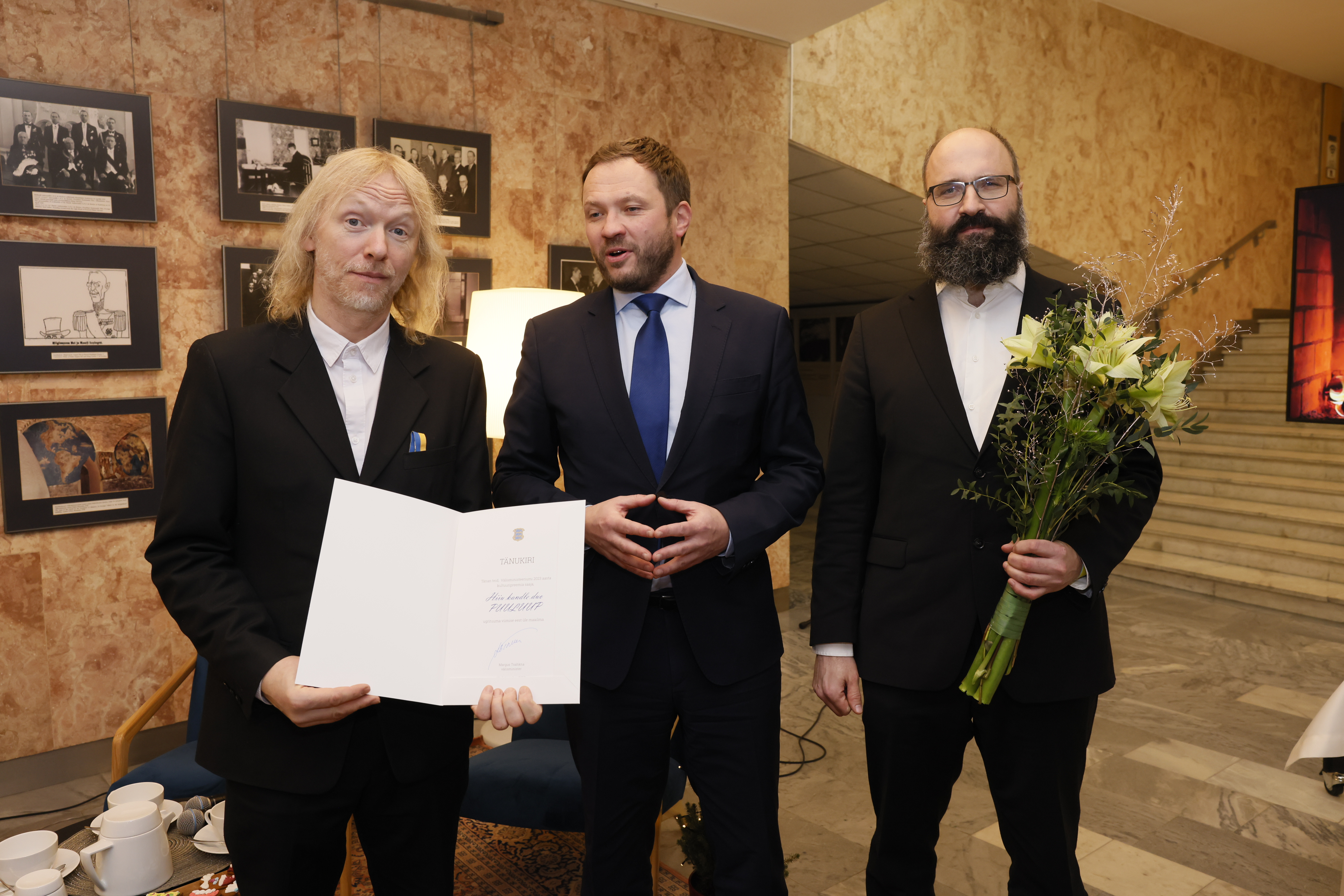
Puuluup, gemeinsam mit dem estnischen Außenminister Margus Tsahkna (2023)

Puuluup ist ein estnisches Nu-Folk-Duo, das 2014 von Ramo Teder (bei Soloauftritten nennt er sich „Pastacas“) und Marko Veisson gegründet wurde. Für ihre Musik nutzen sie skandinavische Streichleiern, hiiu kannel auf Estnisch, und Looper. Sie mischen neue Musikstile mit traditionellem Folk. Das Duo tritt regelmäßig auf Folkfestivals auf.
Zusammen mit 5miinust nahmen sie 2024 am Eesti Laul, dem estnischen Vorentscheid zum Eurovision Song Contest, teil. Im Superfinale konnten sie sich mit dem Lied (Nendest) narkootikumidest ei tea me (küll) midagi gegen Ollie und Nele-Liis Vaiksoo durchsetzen und vertraten daraufhin Estland beim Eurovision Song Contest 2024 in Malmö. Dort belegten sie im Finale am 11. Mai den 20. Platz.

## Diskografie
Alben
- 2018: Süüta mu lumi
- 2021: Viimane suusataja
- 2024: kannatused ehk külakiigel pole stopperit (mit 5miinust)

EPs
- 2020: Kasekesed / Kasekäpa

Singles
- 2018: Martafana
- 2019: Kasekesed
- 2020: Käpapuu
- 2020: Mama Can Do
- 2021: Liigutage Vastu
- 2021: Paala Järve Vaala Baar
- 2023: (Nendest) narkootikumidest ei tea me (küll) midagi (mit 5miinust)
- 2024: Isegi kakelda pole kellegagi (mit 5miinust)
- 2025: Üksinda tantsima

## Belege
1. ↑  Rick: Estlands Beitrag für den ESC 2024: „(nendest) narkootikumidest ei tea me (küll) midagi“ von 5 MIINUST x Puuluup. In: esc-kompakt.de. 17. Februar 2024, abgerufen am 21. Februar 2024.
2. ↑  Grand Final of Malmö 2024. In: eurovision.tv. Abgerufen am 12. Mai 2024.